# Марков, Борис Иванович (экономист)
Борис Иванович Марков  (род.  3 ноября 1949, село Пилява, теперь Старосинявского района Хмельницкой области) — украинский деятель, экономист, заместитель председателя правления Национального банка Украины. Народный депутат Украины 1-го созыва.

## Биография
В 1970-1975 гг. — студент Одесского технологического института пищевой промышленности имени Ломоносова, инженер-экономист.
В 1975-1989 годах — инженер-нормировщик Херсонского хлопчатобумажного комбината, ассистент кафедры экономики и организации производства Херсонского филиала Одесского технологического института пищевой и холодильной промышленности; начальник планово-экономического отдела Херсонского областного управления хлебопродуктов; заместитель заведующего отдела труда Херсонского облисполкома; лектор, консультант идеологического отдела Херсонского областного комитета КПУ.
С 1989 года — главный экономист управления труда и социальным вопросам исполнительного комитета Херсонского областного Совета народных депутатов.
Член КПСС по 1990 год, исключен за участие в Учредительном съезде Народного руха Украины.
18.03.1990 избран народным депутатом Украины, 2-й тур 59.46% голосов, 20 претендентов. Председатель подкомиссии Комиссии ВР Украины по вопросам экономической реформы и управления народным хозяйством.
С 1991 года был президентом Ассоциации коммерческих банков Украины 
В марте 1993-1994 годах — заместитель председателя правления Национального банка Украины.
В 1995-1997 годах — 1-й заместитель председателя правления коммерческого банка «Украинский кредитный банк».
В 1998-1999 годах — заместитель председателя правления Государственного специализированного коммерческого Сберегательного банка Украины.
В 1999-2000 годах — заместитель исполнительного директора Фонда гарантирования вкладов физических лиц.
В мае 2000-2003 годах — представитель Национального банка Украины в Верховной Раде Украины.
В 2003-2005 годах — начальник организационно-планового отдела Центра научных исследований Национального банка Украины.
В 2005 году — директор Департамента организационно-распорядительной работы Государственной налоговой администрации Украины.
В сентябре 2005 — сентябре 2006 года — председатель Государственной гна администрации Украины в Киевской области.
Награжден нагрудным знаком «За честь и службу».